# Referendum costituzionale in Italia del 2001
Il referendum costituzionale in Italia del 2001 si tenne il 7 ottobre e aveva a oggetto la riforma del Titolo V della parte seconda della Costituzione della Repubblica Italiana.
Primo referendum costituzionale nella storia repubblicana, vide la prevalenza dei sì col 64,2% dei voti, con un'affluenza attestatasi al 34,1% dei votanti.

## Il testo del quesito
Testo del quesito referendario:
"Approvate il testo della legge costituzionale concernente "Modifiche al titolo V della parte seconda della Costituzione" approvato dal Parlamento e pubblicato nella Gazzetta Ufficiale n. 59 del 12 marzo 2001?"
La riforma sottoposta a referendum prevedeva:
- la sostituzione di 7 articoli (114, 116, 117, 118, 119, 120, 127);
- la modifica di 2 articoli (123, 132);
- l'abrogazione di 6 articoli o disposizioni (115, 124, 125 co. 1, 128, 129 e 130).

Tra i punti più significativi:
- ridefiniva le materie rientranti nella potestà legislativa esclusiva e concorrente dello Stato e delle regioni;
- aboliva la figura del Commissario del Governo, chiamato a sovrintendere alle funzioni amministrative esercitate dallo Stato e a coordinarle con quelle esercitate dalla Regione, nonché ad apporre il visto sulle leggi regionali, salvo in caso di opposizione da parte del Governo;
- aboliva la facoltà per il Governo di sollevare, rispetto alle leggi regionali, questione di legittimità costituzionale preventiva dinanzi alla Consulta o questione di merito dinanzi alle Camere (viene mantenuto il controllo di legittimità costituzionale di tipo successivo operato dalla Consulta);
- aboliva il controllo di legittimità, da parte dello Stato, sugli atti amministrativi della regione (esercitato da un'apposita Commissione di controllo);
- aboliva il controllo, da parte della regione, sugli atti delle province e dei comuni (esercitato dal CORECO).

## Risultati
| Sì             | 10 433 574 | 64,21 |  |  |  |  |  |  |
| No             | 5 816 527  | 35,79 |  |  |  |  |  |  |
| Totale         | 16 250 101 | 100   |  |  |  |  |  |  |
|                |            |       |  |  |  |  |  |  |
| Schede bianche | 229 376    | 1,36  |  |  |  |  |  |  |
| Schede nulle   | 363 943    | 2,16  |  |  |  |  |  |  |
| Votanti        | 16 843 420 | 34,05 |  |  |  |  |  |  |
| Elettori       | 49 462 222 |       |  |  |  |  |  |  |

## Eventi successivi
La legge costituzionale nº 3 del 2001 fu promulgata dal Presidente della Repubblica il 18 ottobre 2001, fu pubblicata sulla Gazzetta Ufficiale il 24 ottobre ed entrò in vigore il quindicesimo giorno successivo, cioè l'8 novembre 2001.